# Voetbalkampioenschap van het Graafschap Mansfeld 1915/16
In 1915/16 werd het tweede voetbalkampioenschap van het Graafschap Mansfeld gespeeld, dat georganiseerd werd door de Midden-Duitse voetbalbond. Hohenzollern Helfta werd kampioen en plaatste zich zo voor de Midden-Duitse eindronde. De club verloor met 8-0 van Borussia Halle.
BC Creisfeld dat in het eerste seizoen speelde en zich vorig jaar ook wel aangemeld had, nam niet deel.

## 1. Klasse
| Plaats | Club                   | Wed. | W | G | V | Saldo | Ptn.  |
| ------ | ---------------------- | ---- | - | - | - | ----- | ----- |
| 1.     | FC Hohenzollern Helfta | 6    | 3 | 3 | 0 | 16:08 | 09:03 |
| 2.     | FC Helvetia Eisleben   | 6    | 3 | 2 | 1 | 13:09 | 08:04 |
| 3.     | FC Adler Eisleben      | 6    | 1 | 0 | 5 | 05:16 | 02:10 |
| 4.     | VfB Eisleben           | 6    | 0 | 1 | 5 | 08:09 | 01:11 |

|  | Kampioen, geplaatst voor Midden-Duitse eindronde |